# 팔레리아
팔레리아(이탈리아어: Faleria)는 이탈리아 라치오주 비테르보도에 위치한 코무네다. 로마로부터 북쪽 35km, 비테르보로부터 남동쪽 35km 거리에 있다.